# Olaias
Olaias – stacja metra w Lizbonie, na linii Vermelha. Stacja została otwarta w 1998 wraz z rozbudową sieci do strefy Expo ’98.
Stacja znajduje się przy Av. Eng.º Arantes e Oliveira, obok Hotel Altis Park. Projekt architektoniczny jest autorstwa architekta Tomása Taveira, który również przyczynił się do powstania instalacji artystycznych wraz z Pedro Cabrita Reis, Graça Pereira Coutinho, Pedro Calapez i Rui Sanchez. Podobnie jak najnowsze stacje metra w Lizbonie, jest przystosowana do obsługi pasażerów niepełnosprawnych.